# Saudorf
Saudorf ist eine Ortschaft und eine Katastralgemeinde der Gemeinde St. Margarethen an der Sierning im Bezirk St. Pölten in Niederösterreich. Die Ortschaft hat 19 Einwohner (Stand 1. Jänner 2024).

## Geografie
Der vom Ackerbau und Viehzucht geprägte Weiler liegt östlich von St. Margarethen und ist über eine Nebenstraße erreichbar.

## Geschichte
Laut Adressbuch von Österreich waren im Jahr 1938 in Saudorf einige Landwirte mit Direktvertrieb ansässig.